# La Balade inoubliable
Pour plus de détails, voir Fiche technique et Distribution.
La Balade inoubliable (Una gita scolastica) est un film italien réalisé par Pupi Avati, sorti en 1983.

## Synopsis
Une vieille femme évoque le plus beau souvenir de sa vie: un voyage scolaire à pied de Bologne à Florence, à travers les Appennins, au début du XXe siècle, à la veille de l'examen de fin d'études. Les trente garçons et filles sont accompagnés par leur professeur d'italien et leur professeure de dessin. Cette dernière a une aventure avec un des élèves.

## Fiche technique
Sauf indication contraire, les informations mentionnées dans cette section peuvent être confirmées par la base de données cinématographiques IMDb,  présente dans la section « Liens externes ».
- Titre français : La Balade inoubliable[1]
- Titre original : Una gita scolastica
- Réalisation : Pupi Avati
- Scénario : Pupi Avati et Antonio Avati
- Producteur : Gianni Minervini
- Photographie : Pasquale Rachini
- Montage : Amedeo Salfa
- Musique : Riz Ortolani
- Société de production : A.M.A. Film
- Pays d'origine :  Italie
- Langue : Italien
- Format : Couleur — 35 mm — 1,66:1 — Son : Mono
- Genre : Comédie dramatique
- Durée : 90 minutes (1 h 30)
- Dates de sortie :
  - Italie : 31 août 1983 (Mostra de Venise)
  - France : 30 avril 1985[1]

## Distribution
- Carlo Delle Piane : Carlo Balla
- Tiziana Pini : Serena Stanzani
- Rossana Casale : Rossana
- Cesare Barbetti : Preside
- Giovanni Veronesi : Giuseppe